# کانتینفلاس
ماریو فورتینو آلفونسو مورِنو رِیِس (اسپانیایی: Mario Fortino Alfonso Moreno Reyes‎) مشهور به کانتینفلاس (اسپانیایی: Cantinflas‎؛ ۱۲ اوت ۱۹۱۱ – ۲۰ آوریل ۱۹۹۳)، هنرپیشهٔ فیلم های کمدی، تهیه‌کننده، و فیلم‌نامه‌نویس اهل مکزیک بود. وی بین سال‌های ۱۹۳۷ تا ۱۹۸۲ میلادی فعالیت می‌کرد.
از فیلم‌ها یا برنامه‌های تلویزیونی که وی در آن نقش داشته‌است می‌توان به دور دنیا در هشتاد روز و جادوگر اشاره کرد. وی همچنین برنده جوایزی همچون جایزه گلدن گلوب بهترین بازیگر مرد فیلم موزیکال یا کمدی شده‌است.